# Ламонт Сміт
Ламонт Сміт (англ. Derek Mills; нар. 11 грудня 1972, Філадельфія, США) — американський легкоатлет, що спеціалізується на спринті, олімпійський чемпіон 1996 року.

## Кар'єра
| Рік             | Змагання         | Місто           | Місце           | Дисципліна            | Примітки        |
| Представник США | Представник США  | Представник США | Представник США | Представник США       | Представник США |
| --------------- | ---------------- | --------------- | --------------- | --------------------- | --------------- |
| 1996            | Олімпійські ігри | Атланта, США    | 1               | естафета 4×400 метрів | 2:55.99         |